# Antichloris importata
Antichloris importata är en fjärilsart som beskrevs av Embrik Strand 1920. Antichloris importata ingår i släktet Antichloris och familjen björnspinnare. Inga underarter finns listade i Catalogue of Life.